# 南比布車站
南比布車站（日语：／ Minami-pippu eki */?）是一曾由北海道旅客鐵道（JR北海道）所經營的、現已廢置的鐵路車站，位於日本北海道上川郡比布町基線3號，曾是宗谷本線沿線的一個無人小站。車站只有在月台南面的出閘口設置木造候車室。而車站名稱來自其位置，即上川郡比布町南部。

## 歷史
- 1955年12月2日：以國有鐵道宗谷本線的南比布臨時乘降場開始營業。開始處理乘客業務。
- 1959年11月1日：升格為車站，名為南比布車站。
- 時間不明 - 廢除簡易委託，車站變為無人車站。
- 1987年4月1日：國鐵分割民營化後，由JR北海道繼承業務。
- 2021年3月13日：隨時間表改正，車站被廢除[1][2]。

## 車站周邊
車站附近是農地及田園等。而月台亦可以眺望大雪山的山景。
- 國道40號
- 石狩川
- 突哨山（日语：突哨山） - 位於車站以西，步行約25分鐘到達。為日本最大的豬牙花生長地。
- 道北巴士（日语：道北バス）「基線2號」車站

## 相鄰車站
北海道旅客鐵道（JR北海道）（廢站前）
■宗谷本線
快速「名寄」
通過
普通（一部分列車通過此站）
北永山（W32）－南比布（W33）－比布（W34）

## 外部連結
- （日語）JR北海道 – 南比布車站（页面存档备份，存于）
- （日語）全驛參觀之旅 （页面存档备份，存于）